# Cyrtophora moluccensis
Cyrtophora moluccensis là một loài nhện trong họ Araneidae. Loài này thuộc chi Cyrtophora. Cyrtophora moluccensis được Carl Ludwig Doleschall miêu tả năm 1857. Nó sống ở Ấn Độ, Nhật Bản, Indonesia, Papua New Guinea, Australia, Fiji và Tonga. Nó được tìm thấy tại các khu vực sinh sống mở ở bờ biển, rừng hay vùng núi.

## Các phân loài
- Cyrtophora moluccensis albidinota, Strand, 1911
- Cyrtophora moluccensis bukae, Strand, 1911
- Cyrtophora moluccensis cupidinea, Thorell, 1875
- Cyrtophora moluccensis margaritacea, Doleschall, 1859
- Cyrtophora moluccensis rubicundinota, Strand, 1911

## Hình ảnh

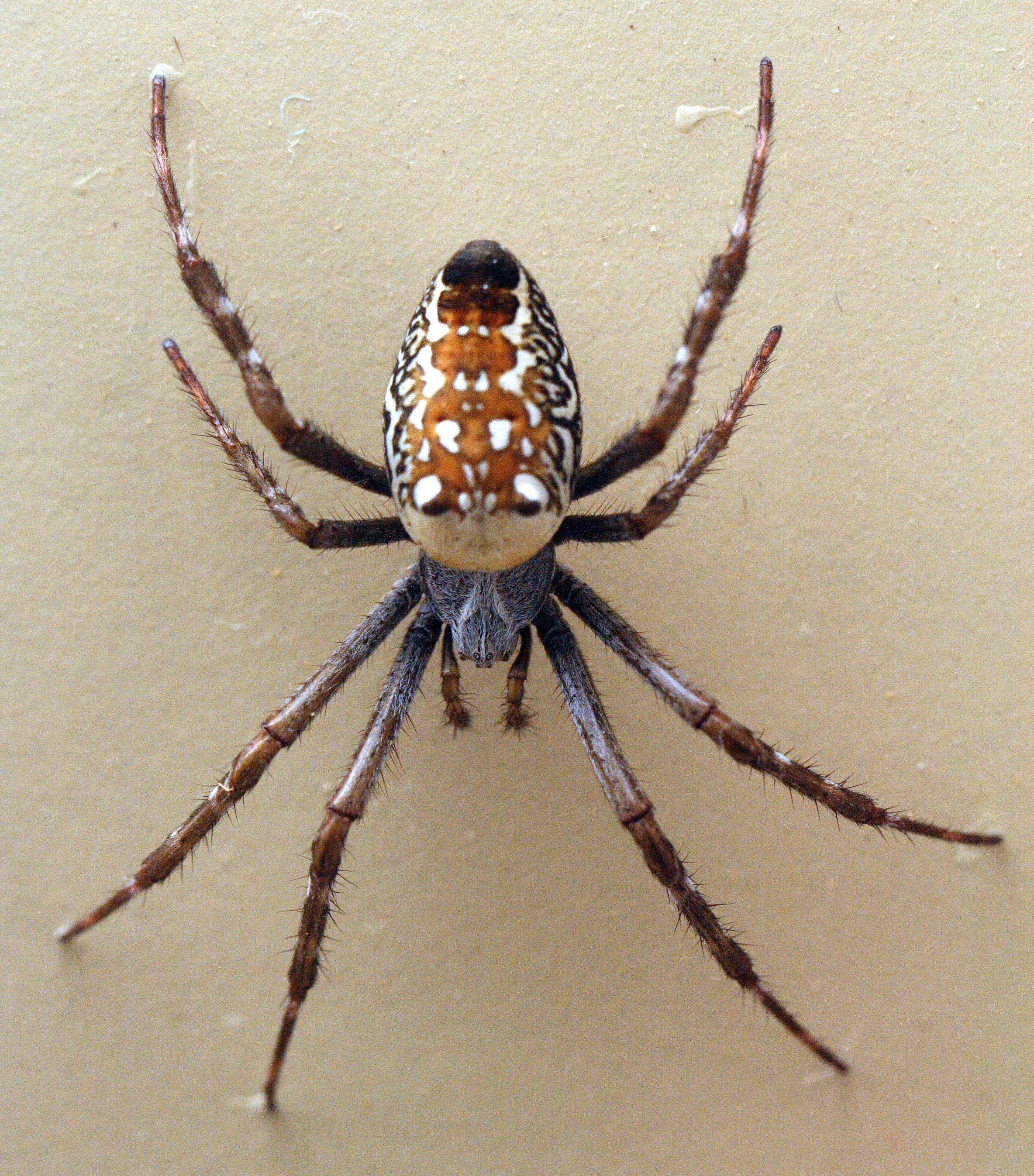
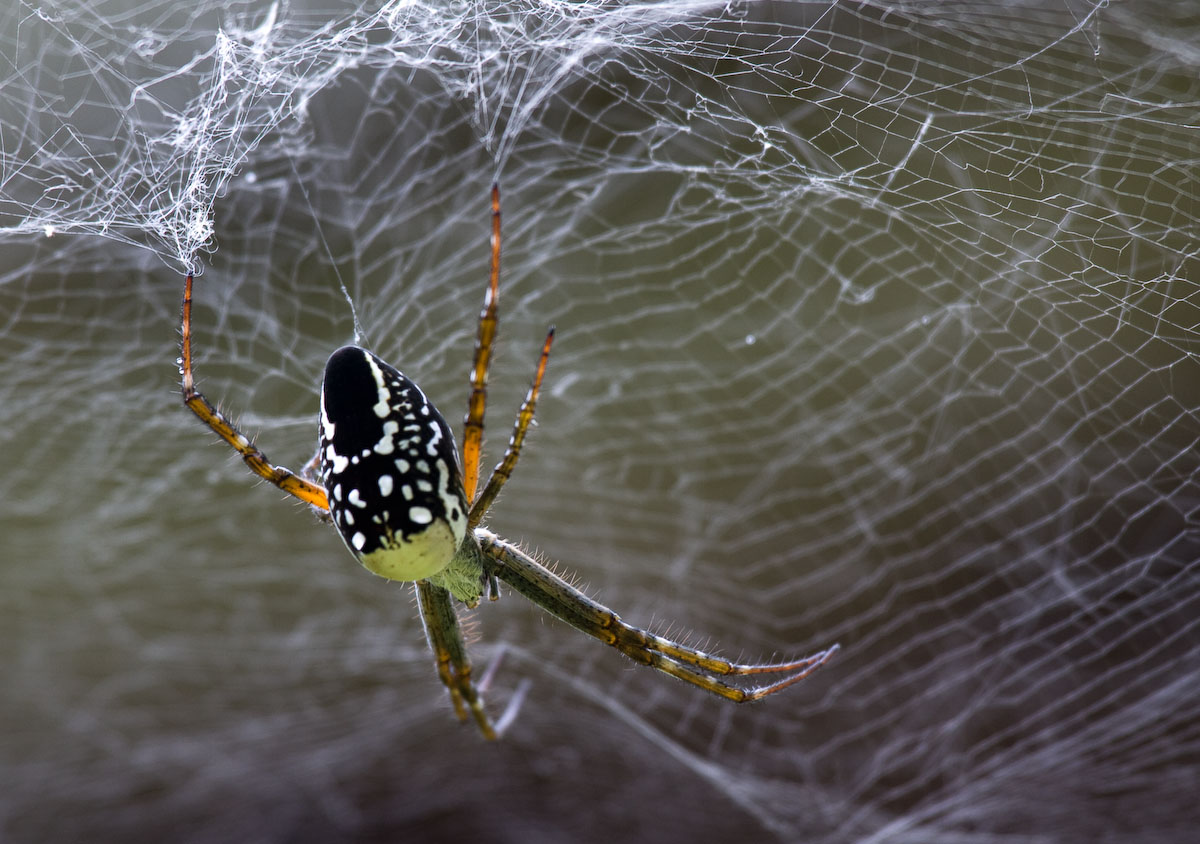
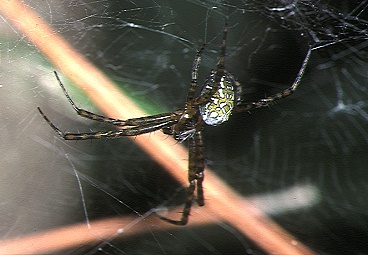